# نيسان الجراند
نيسان الجراند هي سيارة من إنتاج شركة نيسان موتورز. هي سيارة ميني فان من إنتاج نيسان شاتاي لصالح نيسان منذ عام ١٩٩٧، ومتوفرة بثلاثة أجيال، برموز الطراز E50 (١٩٩٧-٢٠٠٢)، وE51 (٢٠٠٢-٢٠١٠)، وE52 (٢٠١٠ حتى الآن). صُممت سيارة E50 Elgrand أيضًا وأُنتجت كمركبة تجارية خفيفة من عام ١٩٩٨ إلى عام ٢٠١٧.
المنافسون الرئيسيون لسيارة Elgrand هم تويوتا ألفارد، وتويوتا فيلفاير، وهوندا أوديسي.